# 拜占庭征服保加利亚

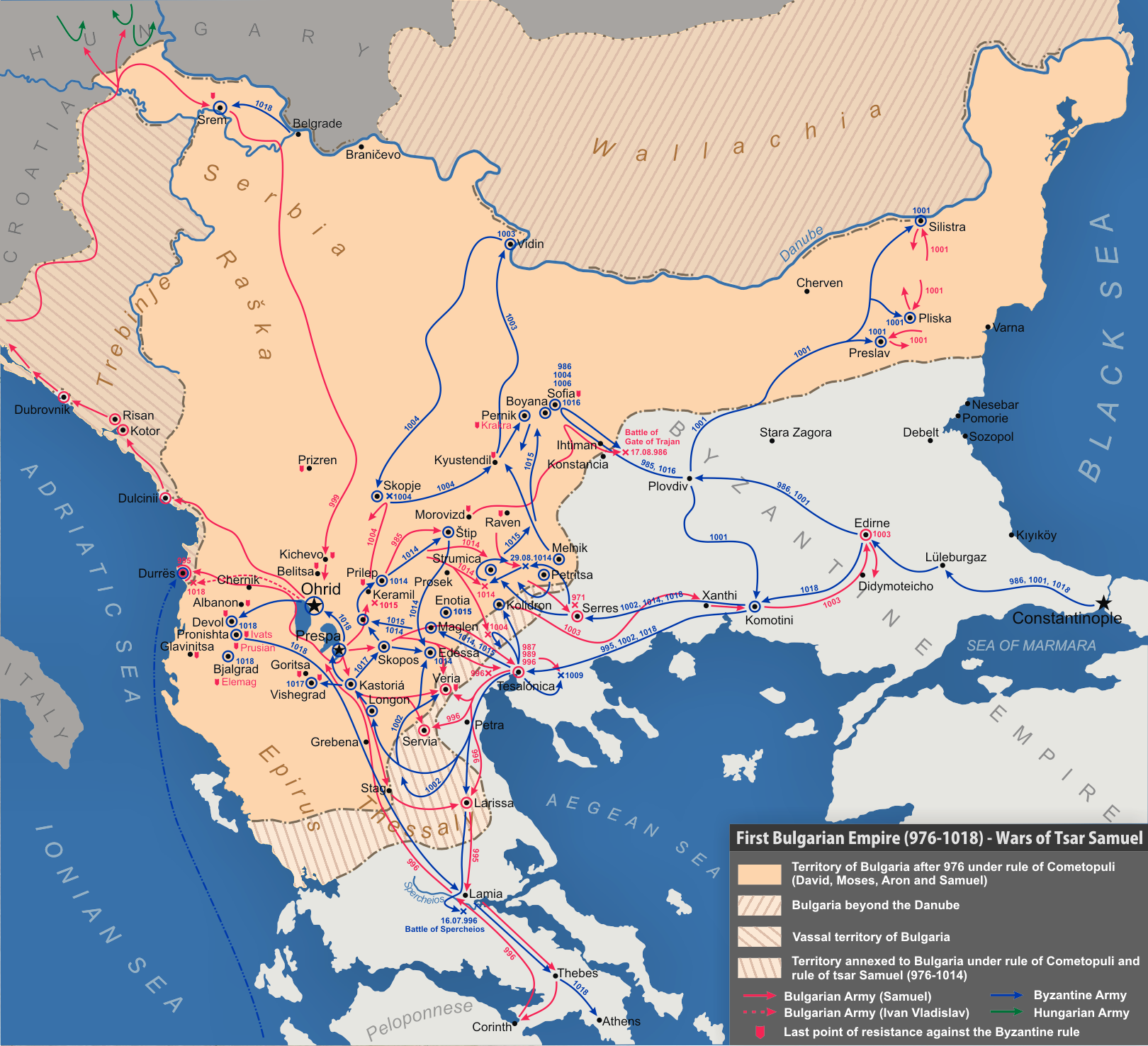
拜占庭征服保加利亚进攻路线图

约970年至1018年间，東羅馬帝國与保加利亚第一帝国发生了一系列战争，并逐步将其征服。東羅馬帝國也因此在7世纪斯拉夫人侵入之后得以首次恢复对巴尔干半岛的完全控制。这场战争始于970至971年间斯维亚托斯拉夫入侵保加利亚后東羅馬帝國对保加利亚东部的兼并，保加利亚人在康摩托普利兄弟的领导下进行抵抗，他们以未被征服的保加利亚西部地区为根据地，直到1018年此地被東羅馬帝國统治。
随着960年代末東羅馬帝國与保加利亚关系恶化，东罗马帝国资助基辅王子斯维亚托斯拉夫来进攻保加利亚。保加利亚出人意料地溃败以及斯维亚托斯拉夫想要攫取君士坦丁堡的野心使得东罗马帝国措手不及，但他们还是在971年成功重創基辅军队並迫使其撤出，并兼并了包括保加利亚首都普雷斯拉夫在内的东部地区。保加利亚皇帝鲍里斯二世被擒获并送往君士坦丁堡，他在那里退位，东罗马皇帝约翰一世宣布吞并保加利亚，尽管当时东罗马帝国只控制了保加利亚的东部地区，残余的西部地区仍在保加利亚控制之下。康摩托普利王朝的四兄弟大卫、莫泽斯、亚伦和萨穆伊尔统治着未被吞并的领土，并在976年对东罗马帝国发起了一次大规模攻势，以夺回失地。不久，最小的萨穆伊尔在他的三个兄弟去世之后完全掌权。
萨穆伊尔被证明是一位成功的将领，他在图拉真门战役中重创了巴西尔二世统领的东罗马帝国军队。在节节胜利之后，他将保加利亚的领土扩张到了色萨利与伊庇鲁斯，998年，他占领了杜克里亚公国。997年，在合法皇帝罗曼去世后，萨穆伊尔称帝。
但是到了千年之末，东罗马帝国开始在战争中获得命运垂青，东罗马帝国军队在巴西尔二世——一位成功的将领与经验丰富的士兵——的指挥下慢慢占了上风，自1001年起，又占领了许多重要地区和城镇。保加利亚无力抵御东罗马帝国每年的侵袭。1014年，东罗马帝国在克雷迪昂战役中赢得决定性胜利，之后几周，保加利亚沙皇萨穆伊尔去世。此后他的儿子加夫里尔·拉多米尔以及侄子伊凡·弗拉迪斯拉夫曾在位一小段时间。1018年，伊凡的遗孀玛利亚与东罗马皇帝谈判投降，所有投降的地方领主都被迁至了君士坦丁堡或者安纳托利亚，他们中的大多数后来被东罗马帝国社会同化了。保加利亚失去了独立，为东罗马帝国统治了一个半世纪多，一直到1185年。其西部成为了东罗马帝国的省份之一，由东罗马皇帝任命的总督统治。第一保加利亚帝国覆灭之后，保加利亚的教会落入希腊教会的管理之下，后者控制了奥赫里德的主教座，并试图以希腊礼取代保加利亚的斯拉夫礼。

## 背景
保加利亚沙皇彼得一世（927年－969年在位）在位期间，原本被他的父亲西美昂一世暂时击退的马扎尔人在943年重新开始侵袭保加利亚的领土，彼得一世为应对他们做出了一些努力，然而却是徒劳。马扎尔人数次进犯并劫掠东罗马帝国控制下的色雷斯，东罗马帝国指控保加利亚人故意为止，结果两国关系迅速恶化。彼得一世无力抵抗马扎尔人的威胁，在965年不得不与他们达成一项协议，根据该协议，保加利亚人必须允许马扎尔人自由通过保加利亚前往东罗马帝国，并拒绝向东罗马皇帝提供任何帮助。东罗马帝国在次年春天拒绝向保加利亚缴纳贡品，东罗马皇帝尼基弗鲁斯二世（963年－969年在位）已在东部对阿拉伯人的作战中取得了决定性胜利，他羞辱了保加利亚大使，展开军事行动，但在接近保加利亚边界时，他决定“不带领他的部队前往那些危险的地方，不让他们任由保加利亚人屠杀”。军事演习后不久，尼基弗鲁斯二世试图恢复和平，但条件是保加利亚人取消与马扎尔人的协议，结果彼得一世拒绝了，他提醒东罗马皇帝，当保加利亚需要对付马扎尔人时，东罗马帝国没有提供援助，而现在保加利亚被迫与他们和睦相处，打破条约是不明智的。

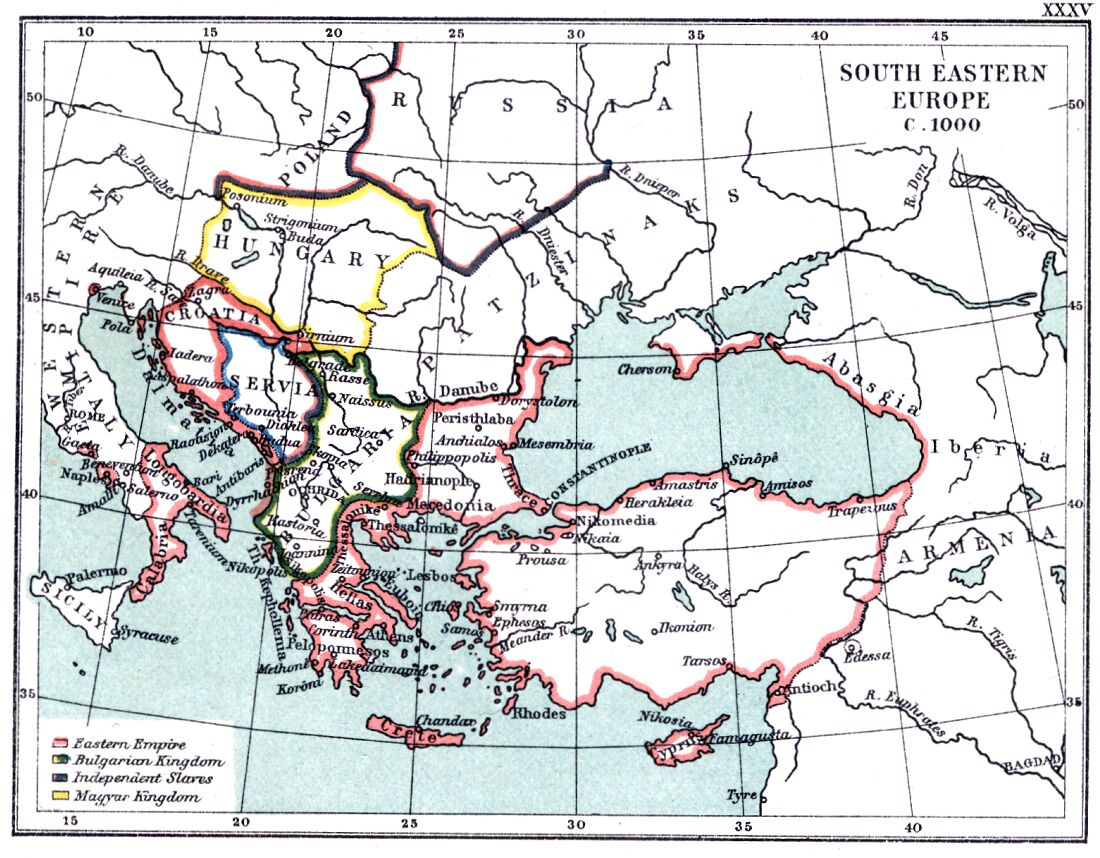
1000年左右的东罗马帝国和保加利亚

在这种情况下，尼基弗鲁斯二世开始考虑东罗马帝国常用的外交手段，并决定向基辅罗斯大公斯维亚托斯拉夫付钱让他进攻保加利亚。罗斯的军队在968年春天入侵了多布羅加。斯维亚托斯拉夫在錫利斯特拉附近击败了保加利亚军队，夺取了80多个堡垒，这又让东罗马帝国忧心忡忡，使其向保加利亚提出和平协议，不过就在这时罗斯的首府基辅面临佩切涅格人的围攻，斯维亚托斯拉夫不得不停止其军事活动并返回基辅。969年，斯维亚托斯拉返回保加利亚，不久之后彼得一世就因癫痫而退位，并于970年1月30日以僧侣的身份去世。继任者是彼得一世的大儿子鲍里斯二世，他几乎别无选择，只能与斯维亚托斯拉夫合作，而斯维亚托斯拉夫的注意力也转移至君士坦丁堡。新任东罗马皇帝約翰一世（969–976）在阿卡迪欧波利斯战役（970年）中对罗斯和保加利亚联军取得了决定性胜利，并于971年4月5日夺取了保加利亚首都普雷斯拉夫，俘虏了鲍里斯二世及其皇室成员。东罗马帝国对鲍里斯二世优待有加，约翰一世假装要将保加利亚从罗斯手中解放出来。然而，当斯维亚托斯拉夫最终被击败时，鲍里斯二世被带到君士坦丁堡，被逼迫退位，他还不得不交出放置在圣索非亚大教堂中的皇家徽章——黄金皇冠和红靴。作为回报，他被封为公务总长官。由于东罗马帝国要确保克鲁姆王朝后继无人，便阉割了鲍里斯的兄弟罗曼。
对约翰一世而言这是一场巨大的胜利。三个世纪以来东罗马帝国清除保加利亚并将帝国边界重新恢复至多瑙河沿岸的梦想终于实现。东罗马帝国正式宣布吞并保加利亚，并占领保加利亚东北部的政治心脏普利斯卡和普雷斯拉夫以及保加利亚正教会所在地锡利斯特拉。

## 康摩托普利兄弟崛起
保加利亚帝国的东部被征服并成为东罗马帝国行省，而伊斯克爾河以西的部分仍处于保加利亚人掌控之下，包括马其顿大部、阿尔巴尼亚，还有多瑙河南部科鲁巴拉河以东（包括斯雷姆）、埃特羅波萊河伊赫蒂曼所在山区以西的土地。这些领土被四位兄弟统治，分别名为大卫、莫泽斯、亚伦和萨穆伊尔，他们是塞尔迪卡 (区)（今索菲亚）总督尼古拉的儿子。对于971至976年间发生的事情，第一手的史料记载非常稀缺。

## 巴西尔二世

1045年左右作为军区的西保加利亚

986年，巴西尔二世在确保自己在东罗马帝国地位稳固以后，召集了一支由30000人组成的军队，向保加利亚的索非亚进军，并包围了这座城市。巴西尔二世开始担心贵族不够忠诚，于是率军向色雷斯返程，但在图拉真门战役中遭到伏击并被打败。巴西尔二世从他的错误中汲取了教训，决定下一次以不同的方式入侵保加利亚。
1000年，巴西尔已与东罗马帝国贵族结束了斗争，并击败了来自东方的伊斯兰势力，因此再次入侵保加利亚。这次，他没有进军保加利亚中部，而是一点一点地将其吞并。最终，在丧失了约三分之一的土地后，保加利亚人在1014年不顾一切地投入战斗，在克雷迪昂战役中遭遇灾难性的惨败，东罗马帝国俘虏了15000名保加利亚人，每100人中有99人失明，另外一人侥幸留下了一只眼睛并将其余人带回家。保加利亚人奋力抵抗直到1018年，他们终于服从了巴西尔二世的统治。
保加利亚人的反抗停止后，巴西尔在与保加利亚人打交道时就表现出相当高的政治风度。他明智地接受保加利亚用实物支付贡品，而不是强行要求他们上交货币，因为保加利亚尚未建立完整的货币经济。保加利亚的许多精英阶层已融入东罗马帝国社会，在东罗马帝国担任军事或民事职位。後來的拜占庭皇帝約翰二世的祖先便是保加利亞末代沙皇伊凡·弗拉迪斯拉夫。

## 书目
- Andreev, Jordan; Milcho Lalkov. . Abagar. 1996. ISBN 954-427-216-X （保加利亚语）.
- Curta, Florin, , Cambridge University Press, 2006  [2019-12-25], ISBN 978-0-521-81539-0, （原始内容存档于2017-10-19）
- , Michagan: University of Michigan Press, 1983  [2020-07-20], ISBN 0-472-08149-7, （原始内容存档于2021-01-05）
- Holmes, Catherine, , Oxford University Press, 2005, ISBN 978-0-19-927968-5
- 亚历山大·卡日丹 (编). . 牛津: 牛津大学出版社. 1991. ISBN 0-19-504652-8.
- Magdalino, Paul (编), , BRILL, 2002, ISBN 90-04-12097-1
- Obolensky, Dimitri. . London: Cardinal. 1974 [1971]  [2020-07-20]. （原始内容存档于2020-07-27）.
- Runciman, Steven, , London: George Bell & Sons, 1930, OCLC 832687
- Stephenson, Paul, , Cambridge University Press, 2000  [2020-07-20], ISBN 0-521-77017-3, （原始内容存档于2020-03-06）
- Stoimenov, D., , Yearbook of the Sofia University
- Strässle, Paul Meinrad, , Böhlau Verlag, 2006  [2020-07-20], ISBN 978-3-412-17405-7, （原始内容存档于2021-01-05） （德语）
- Treadgold, Warren. . Stanford, California: Stanford University Press. 1997. ISBN 0-8047-2630-2 （英语）.
- Whittow, Mark. . Berkeley and Los Angeles, California: University of California Press. 1996. ISBN 978-0-520-20496-6 （英语）.
- Zlatarski, Vasil.  [History of Bulgaria in the Middle Ages. Vol. 1. History of the First Bulgarian Empire, Part 2.From the Slavicization of the state to the fall of the First Empire (852—1018)]. Sofia: Nauka i izkustvo. 1971 [1927]  [2020-07-20]. OCLC 67080314. （原始内容存档于2020-02-23）.